# Gretchen Wilson
Gretchen Wilson (Pocahontas, 26 de junho de 1973) é uma cantora de música country e que já foi vencedora de um prêmio Grammy. Já fez parcerias com vários músicos, inclusive com a banda americana Alice in Chains.

## Performances
Live performances
- Redneck Woman (featuring Gretchen Wilson, Carrie Underwood, Dolly Parton, Jennifer Nettles, Karen Fairchild, Kimberly Schlapman, Amanda Shires, Maren Morris, Brandi Carlile and Natalie Hemby) (2019)
- Independence Day (featuring Kimberly Schlapman, Karen Fairchild, Sara Evans, Terri Clark, Crystal Gayle, Jennifer Nettles, Reba McEntire, Carrie Underwood, Dolly Parton, Martina McBride, Gretchen Wilson, Amanda Shires, Maren Morris, Tanya Tucker, Brandi Carlile and Natalie Hemby) (2019)